# Anna Menconi
Anna Menconi (Carrara, 27 luglio 1971) è un'arciera italiana.

## Biografia
Soprannominata grilletto, è costretta sulla sedia a rotelle dall'età di 7 anni. Pratica il tiro con l'arco perché è una disciplina sportiva adatta sia ai normodotati che alle persone che presentano delle disabilità.
In ambito nazionale ha gareggiato più volte con successo dal 1995, raggiungendo l'apice dei suoi risultati nel 1999 ai campionati assoluti di Grosseto. Il punteggio conseguito le ha consentito di accedere ai campionati nazionali della Federazione Italiana Tiro con l'arco, cioè di gareggiare alla pari con gli atleti normodotati.
Ha partecipato alle edizioni dei Giochi paralimpici, di Sydney e Atene aggiudicandosi 2 medaglie, in squadra con le colleghe Paola Fantato e Sandra Truccolo. Con le stesse compagne di squadra ha vinto tre medaglie ai Campionati mondiali (1999, 2001, 2003), mentre si è aggiudicata una medaglia di bronzo individuale (sempre in ambito mondiale) e una medaglia d'oro individuale come campionessa europea. 
Anna Menconi è stata tedofora in occasione del passaggio della fiaccola olimpica dalla città di Carrara verso Torino nel 2006.

## Palmarès
- Giochi paralimpici
  - Sydney 2000: oro a squadre
  - Atene 2004: argento a squadre
- Campionati mondiali
  - 1999: oro a squadre
  - 2001: bronzo individuale, argento a squadre
  - 2003: argento a squadre
- Campionati europei
  - 2002: oro individuale

## Onorificenze
- 1998 - Medaglia d'oro al Merito Sportivo;[3]
- 2000 - Collare Atleti (Campione paralimpico tiro con l'arco a squadre);[3]